# Mathias de l'Obel
Pour les articles homonymes, voir Lobel.
Mathias (ou Mathieu) de l’Obel (ou de Lobel ou Delobel, en latin Lobelius) est un médecin et botaniste flamand, né en 1538 à Lille alors aux Pays-Bas espagnols et mort le 3 mars 1616 à Highgate, au nord de Londres, en Angleterre.

## Biographie

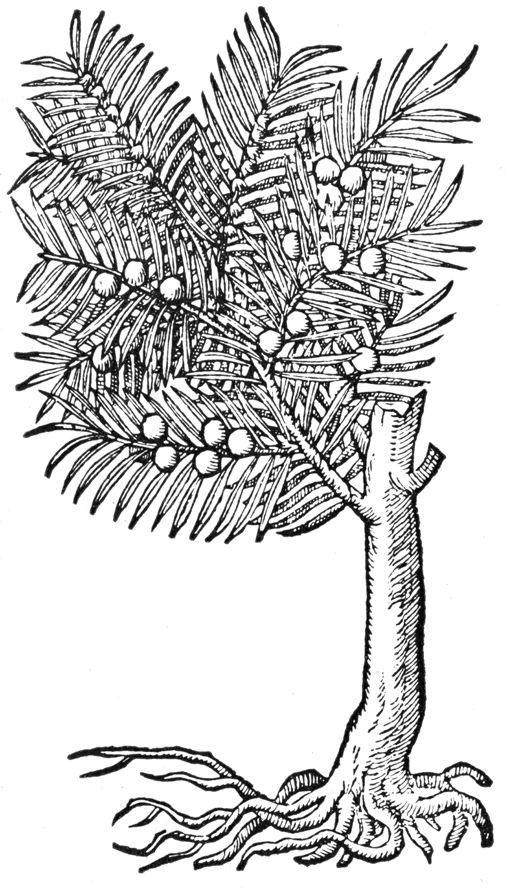
Taxus extrait d’Icones Stirpium de 1591.

De l’Obel étudie à université de Montpellier auprès de Guillaume Rondelet, qui le tient en haute estime. Il est également probable qu'il ait suivi des cours, voire qu'il ait été inscrit, dans les universités de Louvain, Pise et Padoue. 
Il pratique la médecine de 1571 à 1581 à Anvers et à Delft, où il est le médecin de Guillaume le Taciturne, prince d'Orange En 1584, il quitte les Pays-Bas pour fuir la guerre civile et gagne l'Angleterre, où il demeurera jusqu’à sa mort. Il est le surintendant du jardin botanique de Hackney fondé par le baron Edward la Zouche (en). Il devient également le botaniste du roi Jacques Ier.
En collaboration avec Pierre Pena, il fait paraître Stirpium adversaria nova en 1571 ; en 1576 paraît Plantarum seu stirpium historia, traduit en flamand en 1581 sous le titre de Kruydtboeck.
Dans son Stirpium, l’Obel décrit de façon précise environ 1 500 espèces, avec indication des localités où les espèces ont été récoltées : c’est une véritable flore des environs de Montpellier, mais il décrit aussi des plantes du Tyrol, de Suisse et de Hollande. Cet ouvrage est illustré de 268 gravures sur bois.
Le second, Plantarum est plus qu’une simple adaptation du premier avec un index en sept langues et plus de 2 000 illustrations (dont la plupart sont tirées des ouvrages de Clusius, de Rembert Dodoens et de Pierandrea Mattioli. De l’Obel le dédicace à la reine Élisabeth Ire. Il est imprimé par Christophe Plantin et connaît un grand succès. On y trouve aussi l'embryon d'une classification plus réussie que chez les auteurs précédents : il réunit avec justesse les roseaux, les graminées et les céréales, mais aussi, dans un autre groupe les trèfles et les oxalis à cause de leurs feuilles subdivisées en trois.
Charles Plumier lui a dédié le genre Lobelia (de la famille des Campanulaceae).
On lui attribue une tentative de classification des plantes qui prendrait comme fondement l’étude des feuilles, alors que Conrad Gesner préférait déjà la baser sur celle des fleurs.

## Publications
- (avec Pierre Pena) Stirpium adversaria nova, Londres, Purfoot, 1571[3].
- Plantarum seu Stirpium Historia […] cui annexum est adversariorum volumen, Anvers, Plantin, 1576L’éditeur Plantin racheta le stock du Stirpium adversaria nova publié à Londres par Purfoot en 1570-1571, changea la page de titre, ajouta un index, l’appendice de l'Obel, les Formulae remediorum de Rondelet, et le mit en vente à la suite de l’ouvrage de l'Obel.
- Plantarum seu stirpium icones, Anvers, Christophe Plantin, 1581. — Illustrations.
- Icones stirpium, seu plantarum tam exoticarum, quam indigenarum : in gratiam rei herbariae studiosorum in duas partes digestae : cum septem linguarum indicibus, ad diversarum nationum usum, Anvers, Ex officina Plantiana, 1591. Édition du « Kruydtboeck. Plantin, 1581 ».
- In G. Rondelletii […] methodicam pharmaceuticam officinam animadversiones, Londres, Purfoot, 1605, 705 p.

### En ligne
- Ouvrages de De l’Obel numérisés par le SCD de l'Université de Strasbourg